# Aeroportul Akanu Ibiam
Aeroportul Akanu Ibiam (IATA: ENU, ICAO: DNEN) este un aeroport din Enugu East⁠(d), Statul Enugu, Nigeria ce deservește zona Enugu. Aeroportul a fost tranzitat în 2021 de 524.859 de pasageri.
Situat la o altitudine de 142 m, aeroportul dispune de 1 pistă.

## Infrastructură

### Piste
Aeroportul dispune de o singură pistă. Pista 08/26 are suprafața de asfalt și dimensiunile 2.402 m × 45 m. 